# Coupe de république démocratique du Congo de football
La Coupe de république démocratique du Congo est une compétition annuelle de football disputée entre les clubs congolais et est organisé par la Fédération congolaise de football association (Fecofa), depuis sa création en 1961.
Le vainqueur de la Coupe du Congo représente, en compagnie du troisième du championnat congolais (Linafoot), la république démocratique du Congo à la Coupe de la Confédération organisée par la Confédération africaine de football (CAF).

## Histoire
En 1957, la première édition de la coupe est lancée sous l'égide de la Fédération royale, à la base c'était un match de Gala entre le vainquieur du championnat de Léopoldville et celui d'Elizabethville qui s'est joué au stade Reine-Astrid entre le FC St-Eloi et l'AS Victoria Club, et c'est le club de Lubumbashi qui l'emporte par 5 à 1.
L'édition suivante fut abandonnée à la suite des émeutes pour la lutte pour l'indépendance alors que sept clubs étaient déjà inscrits dans la compétition (AS Victoria Club, FC Dragons, US Panda, CS Simba, Sporting Maniema, Wairless (club d'Usumbara, capital de Burundi), US Centre).
La coupe a connu au cours de son histoire de nombreuses modifications de fonctionnement, dont de 1982 à 1989 c'est le Challenge Papa Kalala qui avait le rôle de la compétition secondaire du pays. De 1958 à 1990 et de 1992 à 1997 la coupe est la compétition ultime du pays car par faute des moyens un championat ne peut pas être organisé.

### Palmarès

#### Par année
| Palmarès par année \| Année \| Vainqueur \| Score \| Finaliste \| \| --------- \| -------------------------------------------------------------- \| -------------------------------------------------------------- \| -------------------------------------------------------------- \| \| 1958 \| FC St Éloi (Elizabethville) \| 5-1 \| AS Vita Club (Léopoldville) \| \| 1959-1963 \| Compétition annulée \| Compétition annulée \| Compétition annulée \| \| 1964 \| CS Imana (Léopoldville) \| 3-1 \| FC St. Eloi (Elizabethville) \| \| 1965 \| AS Dragons (Léopoldville) \| \| FC Panda (Jadotville) \| \| 1966 \| TP Mazembe (Elizabethville) \| \| Union Saint-Gilloise (Luluabourg) \| \| 1967 \| TP Mazembe (Lubumbashi) \| \| Sporting (Kisangani) \| \| 1968 \| FC Saint Éloi Lupopo (Lubumbashi) \| \| AS Vita Club (Kinshasa) \| \| 1969-1970 \| Compétition annulée \| Compétition annulée \| Compétition annulée \| \| 1971 \| AS Vita Club (Kinshasa) \| 2-2 / 2-0 \| FC Renaissance (Kisangani) \| \| 1972 \| AS Vita Club (Kinshasa) \| 3-2 / 2-1 \| TP Mazembe (Lubumbashi) \| \| 1973 \| AS Vita Club (Kinshasa) \| 9-1 / 2-1 \| FC St Éloi (Lubumbashi) \| \| 1974 \| CS Imana (Kinshasa) \| 1-1 / 0-0 e \| SM Sanga Balende (Mbuji-Mayi) \| \| 1975 \| AS Vita Club (Kinshasa) \| \| US Tshinkunku (Kananga) \| \| 1976 \| TP Mazembe (Lubumbashi) \| 4-1 / 0-1 \| SM Sanga Balende (Mbuji-Mayi) \| \| 1977 \| AS Vita Club (Kinshasa) \| \| AS Inga Sport (Inga) \| \| 1978 \| CS Imana (Kinshasa) \| 2-1 / 1-1 \| TP Mazembe (Lubumbashi) \| \| 1979 \| AS Bilima (Kinshasa) \| 1-1 / 5-0 \| CS Mokanda (Mbandaka) \| \| 1980 \| AS Vita Club (Kinshasa) \| 1-0 \| FC Lubumbashi Sport (Lubumbashi) \| \| 1981 \| FC Saint-Eloi Lupopo (Lubumbashi) \| 1-1 / 1-1 t.a.b. (5-4) \| AS Vita Club (Kinshasa) \| \| 1982 \| AS Bilima (Kinshasa) \| 1-0 / 1-1 \| TP Mazembe (Lubumbashi) \| \| 1983 \| SM Sanga Balende (Mbujimayi) \| 1-1 /2-2 \| AS Bilima (Kinshasa) \| \| 1984 \| AS Bilima (Kinshasa) \| 0-0 / 3-0 \| OC Muungano (Bukavu) \| \| 1985 \| US Tshinkunku (Kananga) \| 1-3 / 2-0 \| AS Bilima (Kinshasa) \| \| 1986 \| FC Lupopo (Lubumbashi) \| 0-1 / 2-0 \| BC Zaïre (Kinshasa) \| \| 1987 \| DC Motema Pembe (Kinshasa) \| 1-0 / 4-0 \| TP Mazembe (Lubumbashi) \| \| 1988 \| AS Vita Club (Kinshasa) \| 1-0 \| DC Motema Pembe (Kinshasa) \| \| 1989 \| DC Motema Pembe (Kinshasa) \| 0-0 / 2-2 \| TP Mazembe (Lubumbashi) \| \| 1990 \| DC Motema Pembe (Kinshasa) \| \| \| \| 1991 \| DC Motema Pembe (Kinshasa) \| 1-0 \| US Bilombe (Kinshasa) \| \| 1992 \| US Bilombe (Bilombe) \| \| FC Scibe (Matadi) \| \| 1993 \| AS Vita Club (Kinshasa) \| 1-1 3-0 \| AS Bantous (Mbuji-Mayi) \| \| 1994 \| AS Vita Club (Kinshasa) \| 1-2 4-2 \| SM Sanga Balende (Mbuji-Mayi) \| \| 1995 \| AS Bantous (Mbuji-Mayi) \| 0-0 2-2 e \| AS Vita Club (Kinshasa) \| \| 1996 \| DC Motema Pembe (Kinshasa) \| 3-0 0-2 \| AS Bantous (Mbuji-Mayi) \| \| 1997 \| AS Vita Club (Kinshasa) \| 0-0 0-0 t.a.b. (5-4) \| DC Motema Pembe (Kinshasa) \| \| 1998 \| AS Dragons(Kinshasa) \| 1-0 \| AS Sucrière (Kwilu Ngongo) \| \| 1999 \| AS Dragons (Kinshasa) \| 3-2 a.p. \| AS Paulino (Kinshasa) \| \| 2000 \| TP Mazembe (Lubumbashi) \| 2-0 \| AS Saint-Luc (Kananga) \| \| 2001 \| AS Vita Club (Kinshasa) \| 3-0 \| AS Veti Club (Matadi) \| \| 2002 \| US Kenya (Lubumbashi) \| 2-1 \| SM Sanga Balende (Mbuji-Mayi) \| \| 2003 \| DC Motema Pembe (Kinshasa) \| 2-0 \| TP Mazembe (Lubumbashi) \| \| 2004 \| CS Cilu (Lukala) \| 1-0[note 1] \| AS Saint-Luc (Kananga) \| \| 2005 \| AS Kabasha (Goma) \| 1-1 t.a.b. (4-2) \| CS Cilu (Lukala) \| \| 2006 \| DC Motema Pembe (Kinshasa) \| 4-1 \| AS Dragons (Kinshasa) \| \| 2007 \| Maniema Union (Kindu) \| 2–1 \| FC Saint Éloi Lupopo (Lubumbashi) \| \| 2008 \| OC Bukavu Dawa (Bukavu) \| 2-0 \| DC Virunga (Goma) \| \| 2009 \| DC Motema Pembe (Kinshasa) \| 0-0 t.a.b. (5-4) \| AS Dragons (Kinshasa) \| \| 2010 \| DC Motema Pembe (Kinshasa) \| 3-0 \| AS Ndoki a Ndombe (Boma) \| \| 2011 \| US Tshinkunku (Kananga) \| 1-1 t.a.b (4-3) \| AS Veti Club (Matadi) \| \| 2012 \| CS Don Bosco (Lubumbashi) \| 4-0 \| AS Veti Club (Matadi) \| \| 2013 \| FC MK Etanchéité (Kinshasa) \| 1-0 \| AS Vutuka (Kikwit) \| \| 2014 \| FC MK Etanchéité (Kinshasa) \| 1-0 \| FC Saint Éloi Lupopo (Lubumbashi) \| \| 2015 \| FC Saint Éloi Lupopo (Lubumbashi) \| 1-0 \| Katumbi FA (Lubumbashi) \| \| 2016 \| FC Renaissance (Kinshasa) \| 2-0 \| CS Don Bosco (Lubumbashi) \| \| 2017 \| AS Maniema Union \| 1-1 t.a.b (4-1) \| FC Saint Éloi Lupopo \| \| 2018 \| AS Nyuki \| 2-1 \| JS Kinshasa \| \| 2019 \| AS Maniema Union \| 1-1 t.a.b (5-3) \| FC Renaissance \| \| 2020 \| Compétition abandonnée en raison de la pandémie de Covid-19[2] \| Compétition abandonnée en raison de la pandémie de Covid-19[2] \| Compétition abandonnée en raison de la pandémie de Covid-19[2] \| \| 2021 \| DC Motema Pembe (Kinshasa) \| 1-0 \| SM Sanga Balende (Mbuji-Mayi) \| \| 2022 \| DC Motema Pembe (Kinshasa) \| 1-0 \| Académic Club Rangers (Kinshasa) \| \| 2024 \| AS Vita Club (Kinshasa) \| 1-0 \| FC Céleste (Mbandaka) \| |                                                             |                                                             |                                                             |
| Année | Vainqueur                                                   | Score                                                       | Finaliste                                                   |
| 1958 | FC St Éloi (Elizabethville)                                 | 5-1                                                         | AS Vita Club (Léopoldville)                                 |
| 1959-1963 | Compétition annulée                                         | Compétition annulée                                         | Compétition annulée                                         |
| 1964 | CS Imana (Léopoldville)                                     | 3-1                                                         | FC St. Eloi (Elizabethville)                                |
| 1965 | AS Dragons (Léopoldville)                                   |                                                             | FC Panda (Jadotville)                                       |
| 1966 | TP Mazembe (Elizabethville)                                 |                                                             | Union Saint-Gilloise (Luluabourg)                           |
| 1967 | TP Mazembe (Lubumbashi)                                     |                                                             | Sporting (Kisangani)                                        |
| 1968 | FC Saint Éloi Lupopo (Lubumbashi)                           |                                                             | AS Vita Club (Kinshasa)                                     |
| 1969-1970 | Compétition annulée                                         | Compétition annulée                                         | Compétition annulée                                         |
| 1971 | AS Vita Club (Kinshasa)                                     | 2-2 / 2-0                                                   | FC Renaissance (Kisangani)                                  |
| 1972 | AS Vita Club (Kinshasa)                                     | 3-2 / 2-1                                                   | TP Mazembe (Lubumbashi)                                     |
| 1973 | AS Vita Club (Kinshasa)                                     | 9-1 / 2-1                                                   | FC St Éloi (Lubumbashi)                                     |
| 1974 | CS Imana (Kinshasa)                                         | 1-1 / 0-0 e                                                 | SM Sanga Balende (Mbuji-Mayi)                               |
| 1975 | AS Vita Club (Kinshasa)                                     |                                                             | US Tshinkunku (Kananga)                                     |
| 1976 | TP Mazembe (Lubumbashi)                                     | 4-1 / 0-1                                                   | SM Sanga Balende (Mbuji-Mayi)                               |
| 1977 | AS Vita Club (Kinshasa)                                     |                                                             | AS Inga Sport (Inga)                                        |
| 1978 | CS Imana (Kinshasa)                                         | 2-1 / 1-1                                                   | TP Mazembe (Lubumbashi)                                     |
| 1979 | AS Bilima (Kinshasa)                                        | 1-1 / 5-0                                                   | CS Mokanda (Mbandaka)                                       |
| 1980 | AS Vita Club (Kinshasa)                                     | 1-0                                                         | FC Lubumbashi Sport (Lubumbashi)                            |
| 1981 | FC Saint-Eloi Lupopo (Lubumbashi)                           | 1-1 / 1-1 t.a.b. (5-4)                                      | AS Vita Club (Kinshasa)                                     |
| 1982 | AS Bilima (Kinshasa)                                        | 1-0 / 1-1                                                   | TP Mazembe (Lubumbashi)                                     |
| 1983 | SM Sanga Balende (Mbujimayi)                                | 1-1 /2-2                                                    | AS Bilima (Kinshasa)                                        |
| 1984 | AS Bilima (Kinshasa)                                        | 0-0 / 3-0                                                   | OC Muungano (Bukavu)                                        |
| 1985 | US Tshinkunku (Kananga)                                     | 1-3 / 2-0                                                   | AS Bilima (Kinshasa)                                        |
| 1986 | FC Lupopo (Lubumbashi)                                      | 0-1 / 2-0                                                   | BC Zaïre (Kinshasa)                                         |
| 1987 | DC Motema Pembe (Kinshasa)                                  | 1-0 / 4-0                                                   | TP Mazembe (Lubumbashi)                                     |
| 1988 | AS Vita Club (Kinshasa)                                     | 1-0                                                         | DC Motema Pembe (Kinshasa)                                  |
| 1989 | DC Motema Pembe (Kinshasa)                                  | 0-0 / 2-2                                                   | TP Mazembe (Lubumbashi)                                     |
| 1990 | DC Motema Pembe (Kinshasa)                                  |                                                             |                                                             |
| 1991 | DC Motema Pembe (Kinshasa)                                  | 1-0                                                         | US Bilombe (Kinshasa)                                       |
| 1992 | US Bilombe (Bilombe)                                        |                                                             | FC Scibe (Matadi)                                           |
| 1993 | AS Vita Club (Kinshasa)                                     | 1-1 3-0                                                     | AS Bantous (Mbuji-Mayi)                                     |
| 1994 | AS Vita Club (Kinshasa)                                     | 1-2 4-2                                                     | SM Sanga Balende (Mbuji-Mayi)                               |
| 1995 | AS Bantous (Mbuji-Mayi)                                     | 0-0 2-2 e                                                   | AS Vita Club (Kinshasa)                                     |
| 1996 | DC Motema Pembe (Kinshasa)                                  | 3-0 0-2                                                     | AS Bantous (Mbuji-Mayi)                                     |
| 1997 | AS Vita Club (Kinshasa)                                     | 0-0 0-0 t.a.b. (5-4)                                        | DC Motema Pembe (Kinshasa)                                  |
| 1998 | AS Dragons(Kinshasa)                                        | 1-0                                                         | AS Sucrière (Kwilu Ngongo)                                  |
| 1999 | AS Dragons (Kinshasa)                                       | 3-2 a.p.                                                    | AS Paulino (Kinshasa)                                       |
| 2000 | TP Mazembe (Lubumbashi)                                     | 2-0                                                         | AS Saint-Luc (Kananga)                                      |
| 2001 | AS Vita Club (Kinshasa)                                     | 3-0                                                         | AS Veti Club (Matadi)                                       |
| 2002 | US Kenya (Lubumbashi)                                       | 2-1                                                         | SM Sanga Balende (Mbuji-Mayi)                               |
| 2003 | DC Motema Pembe (Kinshasa)                                  | 2-0                                                         | TP Mazembe (Lubumbashi)                                     |
| 2004 | CS Cilu (Lukala)                                            | 1-0                                                         | AS Saint-Luc (Kananga)                                      |
| 2005 | AS Kabasha (Goma)                                           | 1-1 t.a.b. (4-2)                                            | CS Cilu (Lukala)                                            |
| 2006 | DC Motema Pembe (Kinshasa)                                  | 4-1                                                         | AS Dragons (Kinshasa)                                       |
| 2007 | Maniema Union (Kindu)                                       | 2–1                                                         | FC Saint Éloi Lupopo (Lubumbashi)                           |
| 2008 | OC Bukavu Dawa (Bukavu)                                     | 2-0                                                         | DC Virunga (Goma)                                           |
| 2009 | DC Motema Pembe (Kinshasa)                                  | 0-0 t.a.b. (5-4)                                            | AS Dragons (Kinshasa)                                       |
| 2010 | DC Motema Pembe (Kinshasa)                                  | 3-0                                                         | AS Ndoki a Ndombe (Boma)                                    |
| 2011 | US Tshinkunku (Kananga)                                     | 1-1 t.a.b (4-3)                                             | AS Veti Club (Matadi)                                       |
| 2012 | CS Don Bosco (Lubumbashi)                                   | 4-0                                                         | AS Veti Club (Matadi)                                       |
| 2013 | FC MK Etanchéité (Kinshasa)                                 | 1-0                                                         | AS Vutuka (Kikwit)                                          |
| 2014 | FC MK Etanchéité (Kinshasa)                                 | 1-0                                                         | FC Saint Éloi Lupopo (Lubumbashi)                           |
| 2015 | FC Saint Éloi Lupopo (Lubumbashi)                           | 1-0                                                         | Katumbi FA (Lubumbashi)                                     |
| 2016 | FC Renaissance (Kinshasa)                                   | 2-0                                                         | CS Don Bosco (Lubumbashi)                                   |
| 2017 | AS Maniema Union                                            | 1-1 t.a.b (4-1)                                             | FC Saint Éloi Lupopo                                        |
| 2018 | AS Nyuki                                                    | 2-1                                                         | JS Kinshasa                                                 |
| 2019 | AS Maniema Union                                            | 1-1 t.a.b (5-3)                                             | FC Renaissance                                              |
| 2020 | Compétition abandonnée en raison de la pandémie de Covid-19 | Compétition abandonnée en raison de la pandémie de Covid-19 | Compétition abandonnée en raison de la pandémie de Covid-19 |
| 2021 | DC Motema Pembe (Kinshasa)                                  | 1-0                                                         | SM Sanga Balende (Mbuji-Mayi)                               |
| 2022 | DC Motema Pembe (Kinshasa)                                  | 1-0                                                         | Académic Club Rangers (Kinshasa)                            |
| 2024 | AS Vita Club (Kinshasa)                                     | 1-0                                                         | FC Céleste (Mbandaka)                                       |

#### Bilan par clubs
|    | Club                 | Ville      | Nombre de titres | Années de victoire                                                           |
| -- | -------------------- | ---------- | ---------------- | ---------------------------------------------------------------------------- |
| 1. | DC Motema Pembe      | Kinshasa   | 13               | 1964, 1974, 1978, 1987, 1989, 1990, 1991, 2003, 2006, 2009, 2010, 2021, 2022 |
| 2. | AS Vita Club         | Kinshasa   | 12               | 1971, 1972, 1973, 1975, 1977, 1980, 1988, 1993, 1994, 1997, 2001, 2024       |
| 3. | AS Dragons           | Kinshasa   | 6                | 1965, 1979,1982, 1984, 1996, 1998, 1999                                      |
| 4. | TP Mazembe           | Lubumbashi | 4                | 1966, 1967, 1976, 2000                                                       |
| 4. | FC Saint Éloi Lupopo | Lubumbashi | 4                | 1958, 1968, 1986, 2015                                                       |
| 6. | AS Maniema Union     | Kindu      | 3                | 2007, 2017, 2019                                                             |
| 7. | US Tshinkunku        | Kananga    | 2                | 1985, 2011                                                                   |
| 7. | FC MK Etanchéité     | Kinshasa   | 2                | 2013, 2014                                                                   |
| 9. | CS Don Bosco         | Lubumbashi | 1                | 2012                                                                         |
| 9. | OC Bukavu Dawa       | Bukavu     | 1                | 2008                                                                         |
| 9. | AS Kabasha           | Goma       | 1                | 2005                                                                         |
| 9. | CS Cilu              | Lukala     | 1                | 2004                                                                         |
| 9. | US Kenya             | Lubumbashi | 1                | 2002                                                                         |
| 9. | AS Bantous           | Mbujimayi  | 1                | 1995                                                                         |
| 9. | US Bilombe           | Kinshasa   | 1                | 1992                                                                         |
| 9. | FC Renaissance       | Kinshasa   | 1                | 2016                                                                         |
| 9. | AS Nyuki             | Butembo    | 1                | 2018                                                                         |
| 9. | SM Sanga Balende     | Mbujimayi  | 1                | 1983                                                                         |

## Statistiques

### Autres records
- Pierre Kasongo est le premier buteur de l'histoire de la coupe, à l'occasion d'un succès 5-1 de St Eloi contre V. Club le 27 décembre 1958.
- Pierre Ndaye est le suel joueur à avoir marqué 6 buts en une finale de coupe, lors de la finale contre FC Lupopo en 1973.
- Platini Mpiana est le premier joueur à remporte la compétition avec 3 clubs différent (AS Maniema Union en 2019, DCMP Imana en 2022 et AS Vita Club en 2024).